# Kogodu, Belur
Kogodu là một làng thuộc tehsil Belur, huyện Hassan, bang Karnataka, Ấn Độ.